# Becskei Elvonulási és Meditációs Központ
A Becskei Elvonulási és Meditációs Központ egy a Gyémánt Út Buddhista Közösség tulajdonában lévő elvonulási helyszín a Nógrád vármegyei Becske településen. Az ötven hektáron elterülő, két épületből álló központ különféle programoknak nyújt helyszínt, jellemzően elvonulásokhoz és meditációkhoz. Az elvonuláshoz Ole Nydahl felhatalmazására van szükség. A központ területén található Megvilágosodás sztúpa egész évben szabadon látogatható. A meditácóhoz egy kétszáz fő befogadására alkalmas épület, a Marpa-ház, illetve az elvonulásokat segítő több kisebb épület (láma házak) található a központban.

## Története
1997-ben vásárolta meg a településen az első területeit a Gyémánt Út Buddhista Közösség, a helyi lakosság beleegyezésével. 1998-óta tartanak kurzusokat minden évben nyáron több száz, olykor több ezer buddhista részvételével. Az eddigi tanítások legfontosabb előadói Ole Nydahl, Lopon Csecsu rinpocse, a 17. karmapa, és Serab Gyalcen rinpocse voltak. 2010-ben kezdődött el a Marpa-ház építése. Az épület a meditációs központ fő tevékenységének a helyszíne lett. Itt tartják a Ngöndro hétvégét is rendszeresen a hónap harmadik hétvégéjén.

## Megszabadulás sztúpa
Az elvonulási központ területén található a Megvilágosodás sztúpa. A kilenc méter magas építményt eredetileg Hamburgban akarták felállítani, ám a város vezetősége az utolsó pillanatban visszavonta az építési engedélyt, így kapta meg a lehetőséget az Gyémánt Út Buddhista Közösség. A becskei elvonulási központ 50 hektáros területén a sztúpát 2008-ban 9 hét leforgása alatt építették fel Serab Gyalcen rinpocse vezetésével. Az év szeptemberében Serab Gyalcen rinpocse és Láma Ole Nydahl avatta fel.

## Programok
- Elvonulások
- Közös meditációk
- Tanítások

## Külső hivatkozások
- A Becskei Elvonulási és Mecitációs Központ hivatalos oldala